# Eduard Slavoljub Penkala
Eduard Slavoljub Penkala (Liptovský Mikuláš – Liptószentmiklós, 20. travnja 1871. – Zagreb, 5. veljače 1922.), bio je hrvatski inženjer kemije i izumitelj poljsko−nizozemskog podrijetla.
Diplomirao je kemiju na Kraljevskoj tehničkoj visokoj školi u Dresdenu 1898. godine, potom je radio u kemijskoj industriji u Košicama. Godine 1900. preselio se u Zagreb, gdje je 1904. godine bio imenovan kraljevskim tehničkim nadzornikom. Kreativan duh te okružje u kojem je živio i radio rezultirali su s 80-ak izuma i inovacija primjenljivih u svakodnevnom životu, industriji, prometu i drugo. Među prvim su izumima koje je patentirao termos-boca te rotirajuća četkica za zube. Svoj najveći i najpoznatiji izum, automatsku mehaničku olovku, Penkala je prijavio 1906. godine, a nešto poslije i prvo nalivpero s čvrstom tintom, kao i takozvanu knipsu, držač kojim se pisaljka može zakvačiti za džep. Osim toga, izumio je, patentirao ili usavršio anodne baterije, lijek protiv reume, prašak za pranje rublja, potom i plavilo, koje je u praonicama rublja zamijenilo do tada korišteno bjelilo, sredstvo za uništavanje gamadi, tekući preparat za impregnaciju željezničkih pragova, tlakomjer ili manometar, dinamometar, vagonske kočnice, sastav tračnica, mjerilo protoka. Posebno se bavio materijalima za izradbu gramofonskih ploča, pa je usavršio masu ebonit iz koje su se ploče lijevale, a patentirao je i gramofonsku iglu produljena vijeka trajanja. Među ostalim, izradio je proračune i nacrte turbinskoga kola, helikopterskoga rotora te je patentirao lebdjelicu na zračnom jastuku, mnogo prije no što je prvi takav stroj i izrađen.
Penkala je 1908. godine u Zagrebu počeo konstruirati zrakoplov, kojim je upravljanje trebalo biti toliko jednostavno da bilo tko na njemu može letjeti bez posebne pripreme i obuke. Svoje je inovacije patentirao 1909. godine, a zrakoplov je bio posve dovršen 1910. godine. Izgradio je spremište za zrakoplove (hangar) na vojnom vježbalištu između Selske ceste i potoka Črnomerec u Zagrebu, pa je tako organizirao prvo uzletište u Hrvatskoj. Ondje je Dragutin Novak uzletio zrakoplovom, te postao prvim hrvatskim pilotom. Penkala je postupno mijenjao prvotnu konstrukciju kako bi joj poboljšao letne sposobnosti. No letjelicom se i dalje teško upravljalo, a 1910. godine dogodila se nezgoda u kojoj se zrakoplov oštetio, nakon čega je Penkala odustao od daljnjega rada na njemu. Unatoč tomu, Penkalin je zrakoplov ostao zapamćen kao prvi zrakoplov koji je sagrađen i letio u Hrvatskoj.
Penkala je nastojao da se njegovi izumi počnu proizvoditi i time dobiju uporabnu vrijednost, pa je i sam bio osnivač nekoliko poduzeća. Tako je, upoznavši Edmunda Mostera i njegova brata Mavra 1906. godine, s njima sklopio ugovor o osnivanju tvrtke Penkala–Edmund Moster & Co. Tvrtka je u Zagrebu izgradila tvornicu i počela proizvoditi automatske mehaničke olovke, nalivpera i ostali pisaći pribor prema Penkalinim patentima. Ta je tvornica ubrzo postala jednim od najvećih svjetskih proizvođača pisaćega pribora, a mehanička je olovka postigla velik tržišni uspjeh u 70-ak zemalja. Zato se i naziv Penkala, pod kojim je bila prodavana, uvriježio u govoru za pisaljku te vrste, a u nekim se zemljama koristi i danas.

## Životopis
Penkala je rođen 20. travnja 1871. godine u Liptovskom Mikulášu (Liptószentmiklós), u Austro-Ugarskoj (danas Slovačka). Poljsko-židovskog i nizozemskog je podrijetla. Jedan je od najznačajnijih izumitelja s početka 20. stoljeća. Nakon mature 28. rujna 1892. godine i završetka studija na sveučilištima u Beču i Dresdenu, diplomirao je na Kraljevskoj visokoj tehničkoj školi u Dresdenu 25. ožujka 1898. godine i pisao doktorsku disertaciju s područja organske kemije. Već tada je Penkala govorio, čitao i pisao njemački, slovački, poljski, mađarski, a služio se i francuskim jezikom.
Tijekom studija pohađao je satove violine gdje je upoznao svoju buduću suprugu, pijanisticu Emiliju Stoffregen s kojom će imati četvero djece. Nakon vjenčanja izabrao je Zagreb kao prebivalište svoje obitelji i nastanio se na današnjem Trgu kralja Tomislava br. 17. Ovdje je počela njegova blistava karijera. Prihvatio je državnu službu i 14. lipnja 1904. godine položio službenu prisegu. S vremenom je svom imenu pridodao Slavoljub i postao naturalizirani Hrvat.

## Penkalini izumi i patenti
Njegov opus obuhvaća od 70 do 80 izuma s područja mehanike, kemije, fizike, zrakoplovstva i tako dalje. Već 1903. godine patentirao je termofor u Budimpešti, Beču i drugdje. Usporedno s time radio je na izumima mehaničke olovke i nalivpera. Prvu mehaničku olovku na svijetu patentirao je 24. siječnja 1906. godine. Već 1907. godine patentirao je prvo nalivpero na svijetu s čvrstom tintom i to 31. svibnja 1907. godine. Patenti su prijavljeni u više od 35 zemalja svijeta. U to doba inženjer Slavoljub Penkala stalno je povećavao proizvodnju i iz svoje radionice na Trgu kralja Tomislava 17, seli u Prašku ulicu br. 3. Sve veća potražnja tržišta povećava proizvodnju i već 1906. godine počinje suradnja između Edmunda Mostera i Slavoljuba Penkale, koja dovodi do stvaranja poduzeća Penkala-Moster. Zajednički počinju graditi novu tvornicu u današnjoj Branimirovoj ulici, koju 1911. godine završavaju i stvaraju zajedničko dioničko društvo Penkala-Edmund Moster d.d. U toj je tvornici Penkala 1908. godine počeo lijevati prve gramofonske ploče, a samo godinu dana kasnije prvi je u Hrvatskoj počeo snimati glasove naših operetnih i opernih pjevača na gramofonske ploče Edison-Bell-Penkala (današnja Croatia Records) u Nikolićevoj (danas Teslinoj) ulici. Usporedo s tvornicom u Zagrebu drugi član obitelji Moster zajedničkim kapitalom otvorio je drugu tvornicu u Njemačkoj, u Berlinu.
Penkala olovke i nalivpera izvoze se u više od sedamdeset zemalja svijeta i tvornica od 300 radnika 1911. godine povećava taj broj na 800 radnika: može se reći da je u razdoblju od 1912. do 1926. godine to bila jedna od najvećih tvornica pisaćeg pribora u svijetu.
Usporedo s procvatom tvornice Penkala-Moster d.d., inženjer Slavoljub Penkala intenzivno je radio na području aeronautike. Već 1907. godine prijavljuje Kraljevskom patentnom uredu u Budimpešti, ali i drugim zemljama, kao i kod mehaničke olovke i nalivpera, svoje patente za zračni jastuk od 27. prosinca 1909. godine, a prije toga 10. prosinca 1909. godine za zrakoplov. Inženjer Penkala ne samo da prijavljuje patente, već izrađuje i zrakoplov po svojim nacrtima i zamislima, koji dovršava 1910. godine i iste godine na njemu leti prvi hrvatski pilot Dragutin Novak. Za vrijeme gradnje zrakoplova izgradio je hangar na vojnom vježbalištu u Črnomercu i tako otvorio prvu zračnu luku u Hrvatskoj.
Nakon ovih velikih uspjeha, inženjer Slavoljub Penkala i dalje je radio na izumima, koje je koristio u tvornici Penkala ili ih pripremao za osnivanje nove industrije Elevator d.d. za kemijsku industriju. Proizvodnju je počeo pod imenom Elevator, Vinovica, proizvodi E:M: Penkala i drugo. Proizvodi glasoviti Radium Vinovica, preparat protiv svih vrsta reumatičnih bolova, zatim prve deterđente za pranje rublja (plavilo), pa sredstva za impregnaciju drva, pečatne voskove itd. Od male radionice na početku Tuškanca stvara se nova industrija u Ulici Marije Valerije (poslije Kukovićeva i Ulica braće Kavurića, danas Andrije Hebranga) u dvorištu između Gundulićeve i Preradovićeve ulice s nazivom Elevator za kemijsku industriju d.d.
U tim svojim naporima razvoja industrije na području grada Zagreba i čitave Hrvatske, nenadano je umro 5. veljače 1922. godine, nakon službenog puta s kojeg se vratio s upalom pluća. I tako je u 51. godini prekinut život jednog velikana stvaralaštva. Velika je šteta što do sada nisu završena istraživanja njegova cjelokupnog djelovanja na području izumiteljskog rada.
Popis nekih Penkalinih izuma:
- mehanička olovka
- nalivpero s krutom tintom
- držač nalivpera i olovke, tzv. knipsa
- termos-boca i termofor
- rotacijska četkica za pranje zubi
- ebonit (masa od koje su se pravile gramofonske ploče)
- deterdžent za pranje rublja
- sredstvo za uništavanje insekata
- lijek protiv reume
- preparat ksilolit protiv parazita u željezničkim pragovima
- sustav za mjerenje protoka tekućine
- kočnice za vagone
- manometar
- anodna baterija
- džepna baterijska lampa
- dinamometar
- specijalni mikrofon
- prislušni uređaj
- usavršio je gramofonsku iglu i gramofonski uređaj.

## Spomen
- „Slavoljub Penkala”, ružina sorta koju je Josip Rogin patentirao u SAD-u 1995. godine.[4]

## Vanjske poveznice
- Slavoljub Eduard Penkala Hrvatska tehnička enciklopedija, portal hrvatske tehničke baštine. LZMK

- Penkala  Arhivirana inačica izvorne stranice od 22. travnja 2012. (Wayback Machine)
- Penkaline inovacije i patenti  Arhivirana inačica izvorne stranice od 22. travnja 2012. (Wayback Machine)
- Eduard Slavoljub Penkala na stranicama TOZ Penkala – Tvornica olovaka Zagreb d.d.
- Udruga "Slavoljub Penkala" (preuzeto 13. studenoga 2013.)  Arhivirana inačica izvorne stranice od 13. studenoga 2013. (Wayback Machine)